# Ben Vereen
Ben Vereen (nacido el 10 de octubre de 1946 en Laurinburg, Carolina del Norte) es un actor, bailarín y cantante estadounidense que ha aparecido en varios shows en el teatro de Broadway. Vereen se graduó de la High School of Performing Arts de Manhattan.
Fue nominado a un premio Tony por Jesucristo Superstar en 1972 y ganó un Tony por su actuación en Pippin en 1973, también un Golden Globe en 1976 por Funny Lady. Vereen actuó en la película All That Jazz, de 1979 -donde hace un espectacular número final-, y en el musical de Broadway, Wicked, como el Mago de Oz en 2005.
También ha aparecido en varios programas de televisión y películas, por ejemplo en las películas Funny Lady y Empieza el espectáculo. Actuó en el episodio de El príncipe del rap, "Papa's Got a Brand New Excuse", en el que interpretó al padre biológico de Will Smith. También actuó en la serie de televisión, Tenspeed and Brown Shoe, pero probablemente es más conocido por su aparición en Raíces. Otras actuaciones en televisión incluyen:
- How I Met Your Mother
- Grey's Anatomy
- La ley y el orden: intento criminal
- Oz
- Los cuentos de las estrellas
- The Jamie Foxx Show
- El crucero del amor
- El show de los muppets
- La niñera
- El toque de un ángel
- Webster
- Zoobilee Zoo
- El príncipe del rap

En 1992, fue accidentalmente atropellado mientras caminaba por un auto conducido por el productor/compositor David Foster.

## Teatro
| Año     | Título                      | Personaje                     | Lugar                  | Tipo                |
| ------- | --------------------------- | ----------------------------- | ---------------------- | ------------------- |
| 1965    | The Prodigal Son            | Bailarín                      | Greenwich Mews Theater | Off-Broadway        |
| 1967-68 | Sweet Charity               | Bailarín                      | US & Canada Tour       | Tour                |
| 1968-72 | Hair                        | Hud                           | Teatro Biltmore        | Broadway            |
| 1968    | Hair                        | Claude                        | National Tour          | Broadway            |
| 1968    | Golden Boy                  | Understudy to Sammy Davis Jr. | London Palladium       | Touring             |
| 1970    | Gurton's Apocalyptic Needle | Varios                        | The New Troupe         | Touring             |
| 1970-71 | No Place to be Somebody     | Varios                        | Touring Company        |                     |
| 1971-73 | Jesus Christ Superstar      | Judas Iscariot                | Mark Hellinger Theatre | Broadway            |
| 1972-74 | Pippin                      | Protagonista                  | Imperial Theater       | Broadway, U.S. tour |
| 1985    | Grind                       | LeRoy                         | Shubert Theater        | Broadway            |
| 1992-93 | Jelly's Last Jam            | Chimney Man                   | Shubert Theater        | Broadway            |
| 1995-96 | A Christmas Carol           | Actor                         | Madison Square Garden  |                     |
| 1999    | Chicago                     | Billy Flynn                   | U.S. & Canada Tour     |                     |
| 2001    | Fosse                       | Intérprete                    | Shubert Theater        | Broadway            |
| 2002    | I'm not Rappaport           | Midge                         | Shubert Theater        | Broadway, U.S. tour |
| 2003    | The Exonerated              | Actor                         | Off-Broadway           |                     |
| 2005-6  | Wicked                      | The Wonderful Wizard of Oz    | Gershwin Theatre       | Broadway            |